# Dasyhelea sabroskyi
Dasyhelea sabroskyi är en tvåvingeart som beskrevs av Tokunaga 1959. Dasyhelea sabroskyi ingår i släktet Dasyhelea och familjen svidknott. Inga underarter finns listade i Catalogue of Life.